# Deutsche Leichtathletik-Meisterschaften 2026
Die 126. Deutschen Leichtathletik-Meisterschaften soll vom 24. bis 26. Juli 2026 im Lohrheidestadion des Bochumer Stadtbezirks Wattenscheid ausgetragen werden.

## Ausgelagerte Wettbewerbe
Wie üblich wurde und wird ein Teil der Meisterschaftswettbewerbe aus unterschiedlichen Gründen nicht während der Hauptveranstaltung ausgetragen.
Dazu ein Überblick:

### Wettbewerbe mit bereits feststehenden Terminen
- 10-km-Straßenlauf: am 8. März 2026 in Uelzen
- 50-km-Straßenlauf (DUV): am 15. März 2026 in Bremen im Rahmen des Werderseelaufs
- Marathon: am 12. April 2026 in Hannover im Rahmen des Hannover-Marathons
- 10.000 Meter: am 2. Mai 2025 in Celle
- Langstaffeln (4 × 400 m, 3 × 800 m, 3 × 1000 m): am 2. Mai 2025 in Celle
- Ultratrail (DUV): am 9. Mai 2026 in Nesselwang im Rahmen des Mountainmans
- 24-Stunden-Lauf (DUV): am 27./28. Juni 2026 in Delmenhorst im Rahmen des Burginsellaufs
- 100-km-Straßenlauf (DUV): am 22. August 2026 in Leipzig im Rahmen der 100 km Leipzig
- 6-Stunden-Lauf (DUV): am 17. Oktober 2026 in Schwindegg im Rahmen des VR Bank 6h Laufs
- Crosslauf: am 28. November 2026 in Weinstadt